# 17625 Йозефлада
17625 Йозефлада (17625 Joseflada) — астероїд головного поясу, відкритий 14 січня 1996 року.
Тіссеранів параметр щодо Юпітера — 3,097.
Названо на честь Йозефа Лади чеського художника і письменника.